# Холостяк на свадьбе
«Холостяк на свадьбе» (фр. Le discours) — французский комедийный фильм 2020 года, снятый режиссёром Лораном Тираром. Премьера состоялась 1 сентября 2020 года на Ангулемском кинофестивале. Фильм-участник основного конкурса Каннского МКФ. Экранизация одноимённого романа французского писателя и художника Фабриса Каро, вышедшего в 2018 году.

## Сюжет
Адриен, 30-летний мизантроп и невротик, недавно расставшийся с возлюбленной, получает известие, что именно ему предстоит выступить с поздравительной речью на скорой свадьбе сестры Софи. У Адриена так мало времени и так много вариантов для тоста… От милых поздравлений до уничтожения всех и вся.

## Актёрский состав
| В ролях          |  | Персонаж                |
| ---------------- |  | ----------------------- |
| Бенжамен Лаверн  |  | Адриен                  |
| Сара Жиродо      |  | Соня                    |
| Киан Кожанди     |  | Лудо, жених Софи        |
| Джулия Пьятон    |  | Софи, сестра Адриена    |
| Франсуа Морель   |  | отец Адриена            |
| Гилен Лонде      |  | мать Адриена            |
| Себастьян Шассан |  | Себастьян, друг Адриена |
| Аделин Д’Эрми    |  | Солен                   |
| Себастьен Пудеру |  | Роман                   |
| Лоран Бато       |  | врач                    |

## Прокат
Фильм вышел в прокат в Боснии и Герцеговине, Венгри и Сербии 12 августа 2021 года, в Казахстане, России и Словакии — 16 сентября 2021 года, в Республике Корея — 19 мая 2022 года, в Австрии — 23 марта 2023 года. 